# Église de Philadelphie
L'église de Philadelphie (en suédois : Filadelfiakyrkan) est une église située dans le quartier de Vasastaden à Stockholm en Suède.  

## Présentation
L'Église de Philadelphie est une église pentecôtiste située a l'adresse 7 Rörstrandsgatan.
Elle a été consacrée le 2 novembre 1930,.
Le bâtiment appartient à la congrégation Filadelfia Stockholm, la plus grande congrégation du mouvement pentecôtiste suédois (sv).
Le musée municipal de Stockholm a classé le bâtiment comme ayant une valeur historique et culturelle particulièrement élevée,.

## Architecture et histoire
L'église a été construite en 1929-1930, par l'entreprise de construction de Karl Ljungberg et elle été consacrée le 2 novembre 1930,.
L'église a été construite sur l'ancien site de l'usine de porcelaine de Rörstrand, où une partie du château de Rörstrand a été démolie. 
La désignation de la propriété Stengodset 2 (« Grès ») rappelle ces anciennes activités.
Un vestige du château se trouve à côté de la façade orientale de l'église. 
L'église de Philadelphie a été conçue par l'architecte Birger Jonsson dans un style fonctionnaliste et est considérée comme l'une des percées de ce style architectural en Suède, Birger Jonsson étant l'un de ses principaux représentants.
L'édifice présente une façade en briques grises blanchies à la chaux, légèrement cintrée, et une nef aux formes imposantes. Cette grande salle est également utilisée pour des concerts. 
Le sanctuaire a la forme d'un auditorium avec une large scène et deux rangées de sièges superposés. 
La salle est conçue pour offrir une bonne acoustique, grâce à un plafond incurvé et à un auditorium plus large à l'arrière et se rétrécissant vers la scène. 
L'extérieur reflète la forme du sanctuaire avec sa façade principale incurvée donnant sur Rörstrandsgatan. 
Le portail monumental est orné de lourdes colonnes de granit.
L'achat du château de Rörstrand et la construction de l'église furent initiés par le pasteur Lewi Pethrus, premier responsable de la congrégation et meneur incontesté du jeune mouvement pentecôtiste en Suède. 
L'église de Philadelphie est le deuxième plus grand édifice de l'église libre (en) en Europe et fut pendant de nombreuses années le plus grand lieu de rassemblement de Stockholm. 
À sa construction, il pouvait accueillir 3 500 personnes.
Aujourd'hui, il en accueille 2 200, ce qui en fait le deuxième plus grand édifice religieux libre d'Europe après l'Église Parole de Vie d'Uppsala, qui peut accueillir environ 6 200 personnes.
Pour la consécration de l'église, le directeur musical de la paroisse, Karl-Erik Svedlund, a composé une cantate pour orchestre, chœur et solistes. Einar Ekberg, soliste de la paroisse, a composé une mise en musique du Psaume 32, qu'il a également interprétée pour la première fois lors de la cérémonie.
L'église a également été utilisée pour des concerts. Le prix Nobel y a même été décerné lors de la rénovation de la maison des concerts de Stockholm.

## Galerie

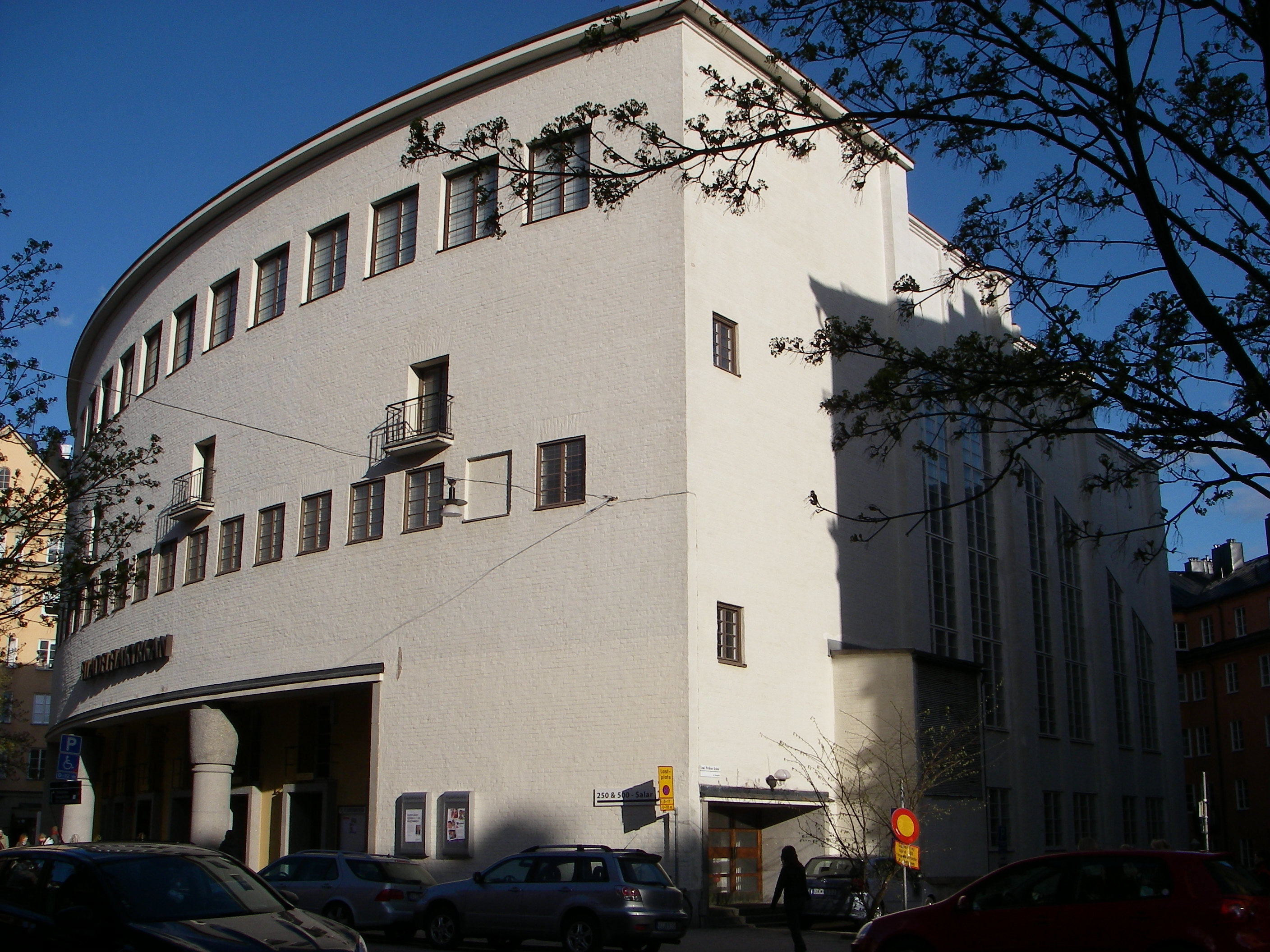
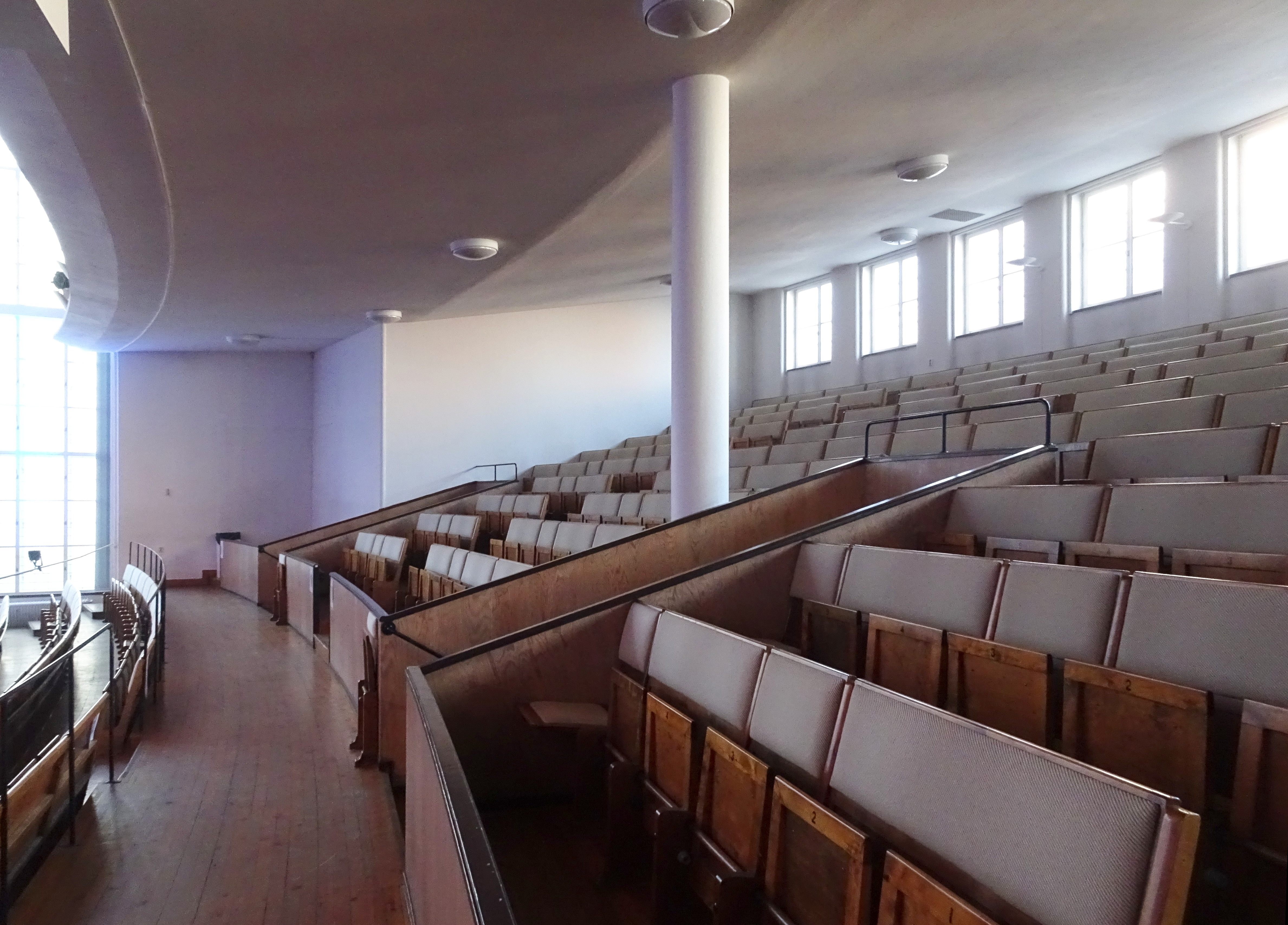
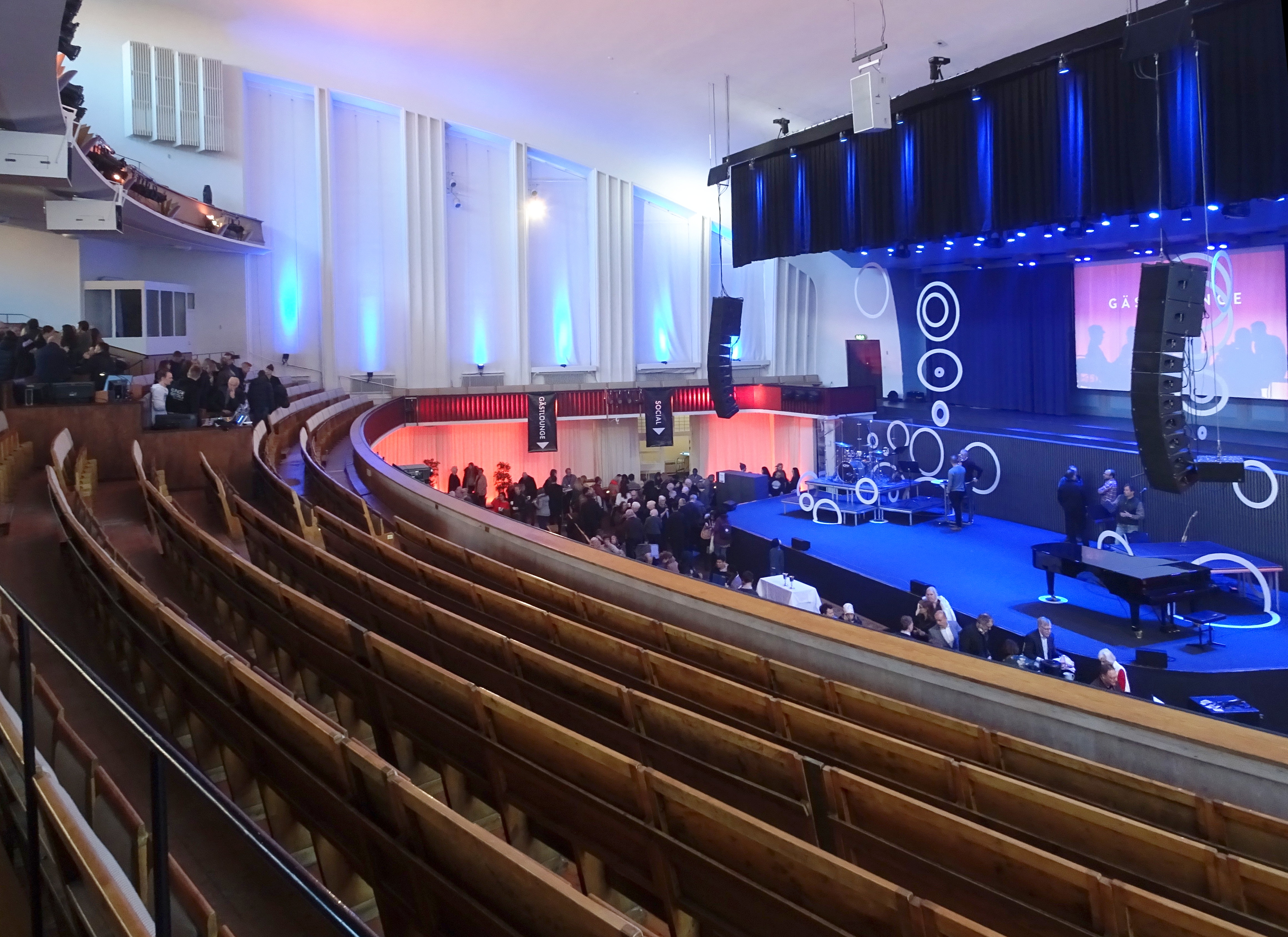
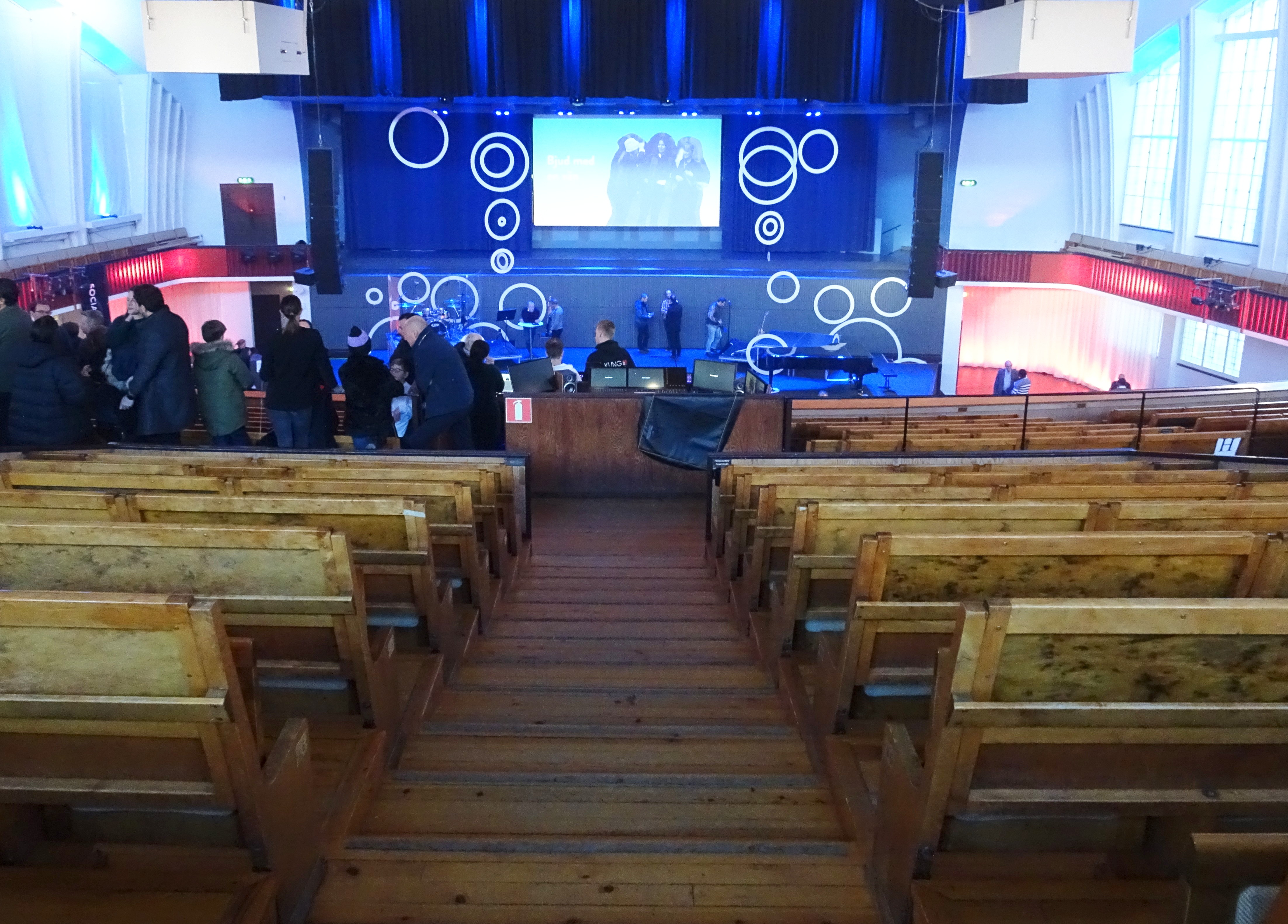